# Fundament (Tierzucht)
Das Fundament bezeichnet in der Tierzucht den Stand eines Tieres. Ein gutes Fundament ist durch eine korrekte Beinstellung, anatomisch korrekte Sprunggelenke und genügend Klauensubstanz gekennzeichnet. Ein mangelhaftes Fundament hat Krankheitswert. Unter anderem wird das Fundament hinsichtlich der Hufform, der Bemuskelung, der Knochenstärke und des Zustandes des Bindegewebes und der Sehnen bewertet.